# Roquefort (Landas)
 Roquefort  (en occitano Ròcahòrt) es una población y comuna francesa, situada en la región de Aquitania, departamento de Landas, en el distrito de Mont-de-Marsan y cantón de Roquefort.

## Demografía
| 2108 | 2170 | 2112 | 1828 | 1821 | 1894 |
| Para los censos de 1962 a 1999 la población legal corresponde a la población sin duplicidades (Fuente: INSEE [Consultar]) |      |      |      |      |      |